# Oxyrhachis concinna
Oxyrhachis concinna är en insektsart som beskrevs av Capener 1962. Oxyrhachis concinna ingår i släktet Oxyrhachis och familjen hornstritar. Inga underarter finns listade i Catalogue of Life.